# Ctenocalops fossifrons
Ctenocalops fossifrons là một loài tò vò trong họ Ichneumonidae.